# Shopping kraljica
Shopping kraljica je hrvatska natjecateljska reality i lifestyle emisija koja se prikazivala na RTL-u od 2015. do 2020. godine. Emisiju su vodili Borut Mihalić i Robert Sever.

## Format
Emisija ima tjedni format, tj. sastoji se od ciklusa koji traju po pet epizoda. U svakom ciklusu skupina od pet natjecateljica od voditelja emisije dobije tjednu modnu temu, a njihov zadatak je otići u kupovinu i kupiti odjeću na zadanu temu koristeći budžet od 2000 kuna. Natjecateljice u kupovini imaju pratnju, najčešće prijateljicu ili člana obitelji. Natjecateljice zatim nose kupljenu odjeću na modnoj pisti te dobivaju ocjene od drugih natjecateljica. Na kraju tjedna, voditelj emisije također daje svoje ocjene, a natjecateljica s najvećim ukupnim zbrojem ocjena osvaja novčanu nagradu te titulu „shopping kraljice.”
U veljači 2020. godine prikazalo se posebno izdanje emisije u kojemu su natjecatelji bili muškarci.

## Pregled emisije
| Sezona | Sezona | Epizode | Epizode | Originalno emitiranje | Originalno emitiranje |
| Sezona | Sezona | Epizode | Epizode | Premijera             | Finale                |
| ------ | ------ | ------- | ------- | --------------------- | --------------------- |
|        | 1.     | 100     | 100     | 16. ožujka 2015.      | 9. listopada 2015.    |
|        | 2.     | 80      | 80      | 12. listopada 2015.   | 25. ožujka 2016.      |
|        | 3.     | 50      | 50      | 9. travnja 2018.      | 7. veljače 2020.      |